# Олег Скрипка
Олег Юрийович Скрипка (роден на 24 май 1964 г.) е украински музикант, вокалист, композитор и лидер на групата „Вопли Видоплясова“.

## Биография
Олег Скрипка е роден в Советабад (сега Гафуров, Таджикистан). Баща му Юрий Павлович (починал на 30 август 2015 г.), рентгенолог, идва от Гилци, село в Полтавска област, Украйна. Майка му Анна Алексеевна, учителка, идва от малко село в района на Курск в Русия. През 1972 г. семейство Скрипка се премества в Мурманска област в Русия, защото майка му, Анна, не харесва климата в Таджикистан.
През 1987 г. завършва Киевския политехнически институт. Същата година заедно с Юрий Здоренко и Александър Пипа (от хевиметъл групата SOS) и общият им приятел Сергей Сахно създават рок групата Вопли Видоплясива (ВВ). През 1987 г. ВВ става член на киевския рок клуб, печели първа награда на киевския рок фестивал „Рок-парад“, издава техния хит „Танцi“ (танци).
През 1990 г. групата прави обиколка на Франция и Швейцария, през което време един от най-големите френски вестници, Le Monde, публикува статия за ВВ. От 1991 до 1996 г. Олег Скрипка, заедно с групата си, живее във Франция и обикаля страната. През 1993 г. Здоренко и Сахно напускат и Скрипка ги заменя с френски музиканти. През 1997 г. Сахно отново се присеъденява към групата.
През 1996 г. се завръща в Киев. Оттогава, заедно с групата си ВВ, участва в много концерти и организира турнета в Украйна и чужбина. До 2014 г., преди Русия да започне война в Украйна, той често пътува в Москва и изпълнява пред местна публика. През 2000 г. Вопли Водоплясова изпълнява в Рига, Лондон, изнася концерт в Московския дворец на младежта, след което – турне из градовете на Сибир.
През януари 2002 г. групата прави турне в Израел и Португалия, а през февруари същата година изнася няколко концерта в Ню Йорк. През 2003 г. музикантите свирят в Торонто.
През 2004 г. Скрипка е един от организаторите на фестивала „Крайина Мрий“ (Страна на мечти). Историята на фестивала започва 14 години преди това, когато през 1990 Скрипка пише и издава песен със същото име. Под егидата на „Крайина Мрий“ Олег Скрипка също се занимава с издателска и образователна дейност. Скрипка е основател на друг фестивал на съвременната украинска рок музика – „Рок Сич“, чиято основна цел е да подкрепя националната рок култура. „Рок Сич“ е единственият фестивал, където и на трите сцени се чува само украинска рок музика. През 2010 г. „Рок Сич“ придобива статут на екологичен фестивал, а от 2013 г. фестивалът има международен статут – шведско-украински).
През 2007 г. Скрипка печели второто място в проекта „Танци със звездите 2“. През 2009 г. група активисти се опитва да номинира Скрипка за кандидат за президент на Украйна, но той отказа номинацията.
Скрипка говори свободно украински, руски, английски и френски език. Родният му език е руският – първият му контакт с украинския език е през 1974 г., когато отива на семейна почивка в Гилци. Той не говори добре украински до 1994 г.

## Спорове
През 2014 г. Скрипка зявява в интервю за „Российская газета“, че той и Вопли Видоплясова повече няма да изпълняват в Русия. По-късно същата година се оттегля от концерт в Лондон, на който участва и популярна руска певица Валерия, заявявайки, че няма да свири в Русия или заедно с руснаци, „докато Русия и Украйна са във война“.

## Дискография
- 2001 – Инколи (Інколи)
- 2004 – Видрада (Відрада)
- 2009 – Серце у Мене Вразливе (Серце у Мене Вразливе)
- 2010 – Щедрик (Щедрик)
- 2011 – Жоржина (Жоржина)
- 2011 – Хуманисти feat. Лесь Подерв'янськи (Гуманісти)
- 2016 – Украйина (Україна Nokturnal Mortum кавър)

## Филмография
- 2001 – Вечери в селцето край Диканка като ковач Вакула
- 2002 – Пепеляшка като Трубадур (Золушка)
- 2006 – Теркел в беда (глас на украински)
- 2006 – Карлсън, който живее на покрива като Карлсон (глас)
- 2007 – Доярката от Хацапетовка като епизодична роля (Доярка из Хацапетовки)
- 2008 – Радио ден като камео (День Радио)
- 2008 – Рожден ден на Алис като професор Селезнов (День рождения Алиси)
- 2012 – След училище като Кетчуп (После школы)
- 2013 – My Mermaid, My Lorelyay като полицай (Моя Русалка, моя Лореляй)